# 황일호의 묘
황일호의묘(黃一晧의墓)는 대한민국 충청남도 부여군 부여읍 가증리에 있는, 조선 중기의 문신이며 충절인 지소(芝所) 황일호(1588∼1641) 선생의 묘소이다. 1984년 5월 17일 충청남도의 문화재자료 제111호로 지정되었다.

## 개요
조선 중기의 문신이며 충절인 지소(芝所) 황일호(1588∼1641) 선생의 묘소이다.
조수륜의 가르침을 받았고, 인조 13년(1635) 문과에 급제한 후 여러 관직을 두루 역임하였다. 인조 14년(1636) 병자호란이 일어나자 인조를 남한산성으로 안전하게 모신 공으로 진주 목사에 올랐다. 인조 16년(1638) 의주 부윤으로 있을 때 청나라를 배척하고 명나라를 돕자는 모의를 하다가 청나라 병사에게 피살되었다.
묘역 아래에는 정조 21년(1797)에 세운 신도비(神道碑:왕이나 고관 등의 평생 업적을 기리기 위해 무덤 근처 길가에 세우던 비)가 있는데, 송시열이 글을 짓고 황운조가 글씨를 쓴 것이다.

## 같이 보기
- 부여 황일호 신도비 및 황진 효자각
- 노혁전

## 참고 문헌
- 황일호의묘 - 국가유산청 국가유산포털